# Ariel Ze'evi
Ariel ("Arik") Ze'evi (Benee Brak, 16 januari 1977) is een Israëlisch judoka, die de bronzen medaille won bij de Olympische Zomerspelen 2004 in Athene in de categorie mannen tot 100 kg. In de troostfinale om de derde plaats versloeg hij zijn Nederlandse collega Elco van der Geest. Hij nam deel aan vier opeenvolgende Olympische Zomerspelen, te beginnen in 2000.
Ze'evi groeide op in Pardes Katz, een achterstandswijk van Bene Berak, op zich al een van de armere steden in het midden van Israël. Hij won vele nationale en internationale wedstrijden in het judo. Hij is drie keer Europees kampioen geweest in de jaren 2001, 2003 en 2004. Het Israëlisch ministerie van onderwijs gaf hem in 2001 een prijs. Maariv koos hem in 2003 als Sportman van het Jaar.

## Erelijst
2012
- Europese kampioenschappen -100 kg

2011
- 7e Europese kampioenschappen -100 kg

2010
- Europese kampioenschappen -100kg
- World Cup Wenen -100kg

2009
- 5e Europese kampioenschappen -100kg
- World Cup Warschau -100kg

2008
- World Cup van Madrid -100kg
- Europese kampioenschappen -100kg
- World Cup van Praag -100kg
- Super World Cup van Parijs -100kg

2007
- Europese kampioenschappen -100kg
- Super World Cup van Hamburg -100kg

2006
- 5e Europese kampioenschappen -100kg

2005
- Europese kampioenschappen -100kg
- World Cup van Tallinn -100kg

2004
- Olympische Spelen -100kg
- Europese kampioenschappen -100kg
- World Cup van Minsk -100kg
- Super World Cup van Parijs -100kg

2003
- Super World Cup van Moskou open categorie
- Europese kampioenschappen -100kg
- Super World Cup van Hamburg -100kg
- World Cup van Tbilisi -100kg

2002
- 5e Europese kampioenschappen -100kg
- Super World Cup van Wuppertal -100kg

2001
- Super World Cup van Moskou -100kg
- Wereldkampioenschappen open categorie
- Europese kampioenschappen -100kg
- World Cup van Rome -100kg
- World Cup van Praag -100 kg
- Israëlische kampioenschap -100kg

2000
- 5e Olympische Spelen -100kg
- World Cup van Minsk -100kg
- World Cup van Rome -100kg
- World Cup van München -100kg
- Israëlische kampioenschappen -100kg

1999
- 5e Wereldkampioenschap -100kg
- Europees kampioenschappen -100kg
- World Cup van Warschau -100kg
- Israëlische kampioenschappen -100kg

1998
- World Cup van Tbilisi -100kg
- Israëlische kampioenschappen -100kg

1997
- 7e Wereldkampioenschappen -95kg
- Israëlische kampioenschappen -95kg

1996
- Israëlische kampioenschappen –95kg

1995
- Europese kampioenschappen –20jaar, –86kg

1994
- Europese kampioenschappen –20jaar, –86kg
- Israëlische kampioenschappen –95kg

1993
- 5e Europese kampioenschappen –20jaar, –86kg
- Israëlische kampioenschappen –95kg

1992
- Israëlische kampioenschappen –95kg

- International Standard Name Identifier: 0000 0003 5610 272X
- Library of Congress Control Number: no2011122738
- Nationale Bibliotheek van Israël: 987007293373005171
- Virtual International Authority File: 178124924
- WorldCat: E39PBJr3t4wqTfJFDBvMcqW7HC